# أصول سكان رومانيا

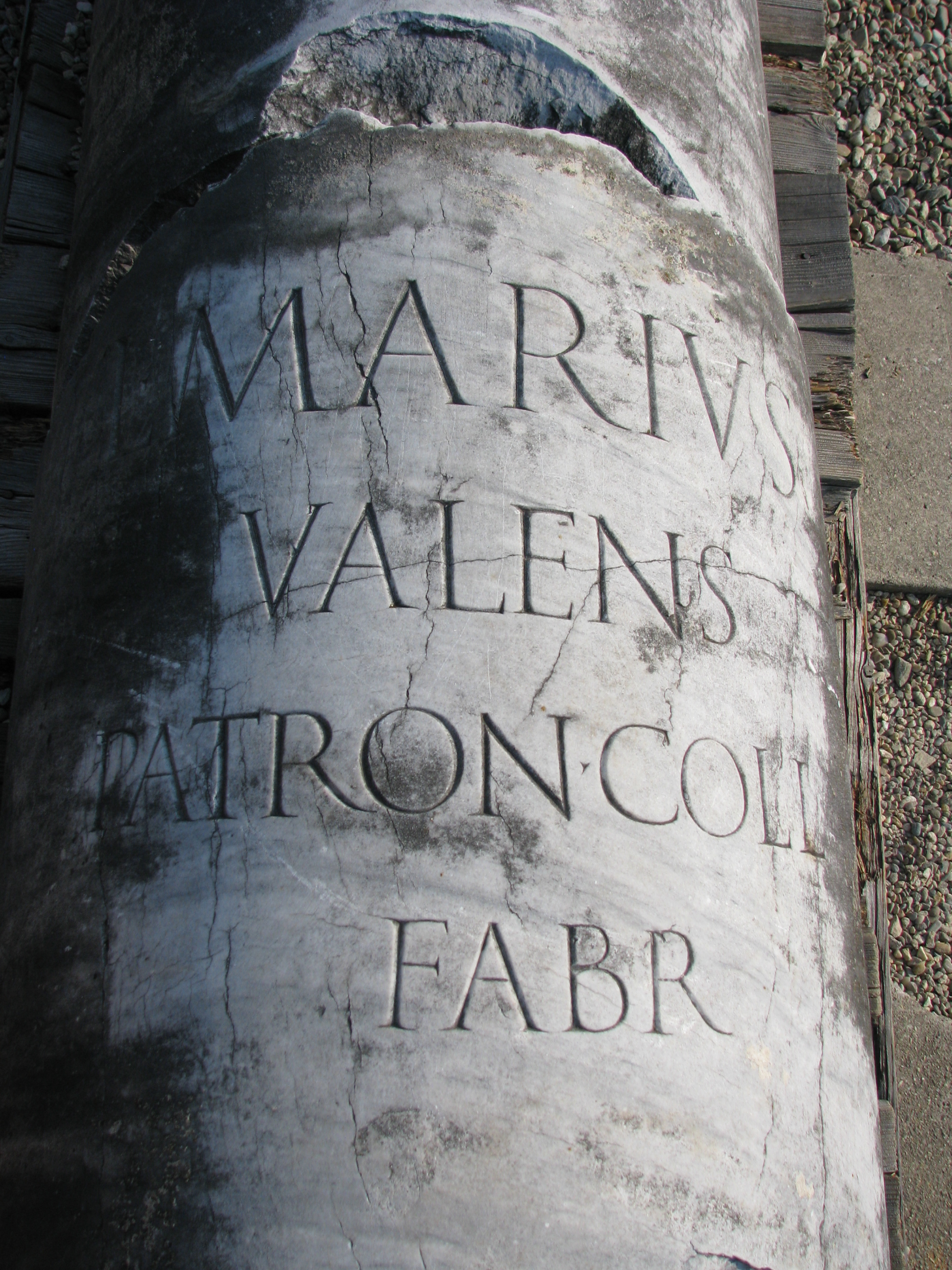
كتابة لاتينية عثر عليها في بقايا مستعمرة أولبيا تراجانا سارميزيجيتوسا الرومانية الوقعة في رومانيا

هنالك عدة نظريات حول أصول الشعب الروماني (الرومانيون سكان رومانيا)، وكل واحدة من هذه النظريات تحظى بمقدار جيد من التأييد. ليس هناك من شك في أن اللغة الرومانية (سكان رومانيا= س ر) ترجع في أصولها إلى اللهجات اللاتينية الدارجة والمحكية في الولايات الرومانية الناطقة باللاتينية في العصور القديمة المتأخرة، غير أن الأصول العرقية للرومانيين (س ر) لطالما كانت مثار جدل بين المؤرخين. أولى النظريات هي نظرية الاستمرارية الداقو-رومانية، حيث تزعم بأن الرومانيين(س ر) متحدرين من الداقو-رومان، وهم شعب ولد من جراء التجاور المكاني ما بين الداقيين (سكان داقية الاسم التاريخي لرومانيا الحالية) المحليين وبين الوافدين الرومان الذين جاؤوا نتيجةَ للغزو الروماني للمنطقة في زمن الإمبراطور تراجان، وذلك إلى الشمال من نهر الدانوب.في المقابل تُحاجج النظرية الثانية وهي نظرية «الهجرة» بأن عملية التكوين العرقي للشعب الروماني (س ر) قد بدأت إلى الجنوب من نهر الدانوب، ونتج عن ذلك نشوء شعوب محلية مرَومنة (Romanized) تعرف بالفلاق، والتي انتشرت جنوباً وشمالاً نحو الملاذات الجبلية، جنوباً إلى اليونان وشمالاً نحو جبال الكارباتس، تزعم هذه النظرية بأن لجوء الرومانيين (س ر) إلى الجبال قد ساهم في بقاء هذه الشعوب الناطقة باللاتينية حتى الآن في هذه البقعة من أوروبا.

## نظريات حول عملية التكوين العرقي للرومانيين (س ر)

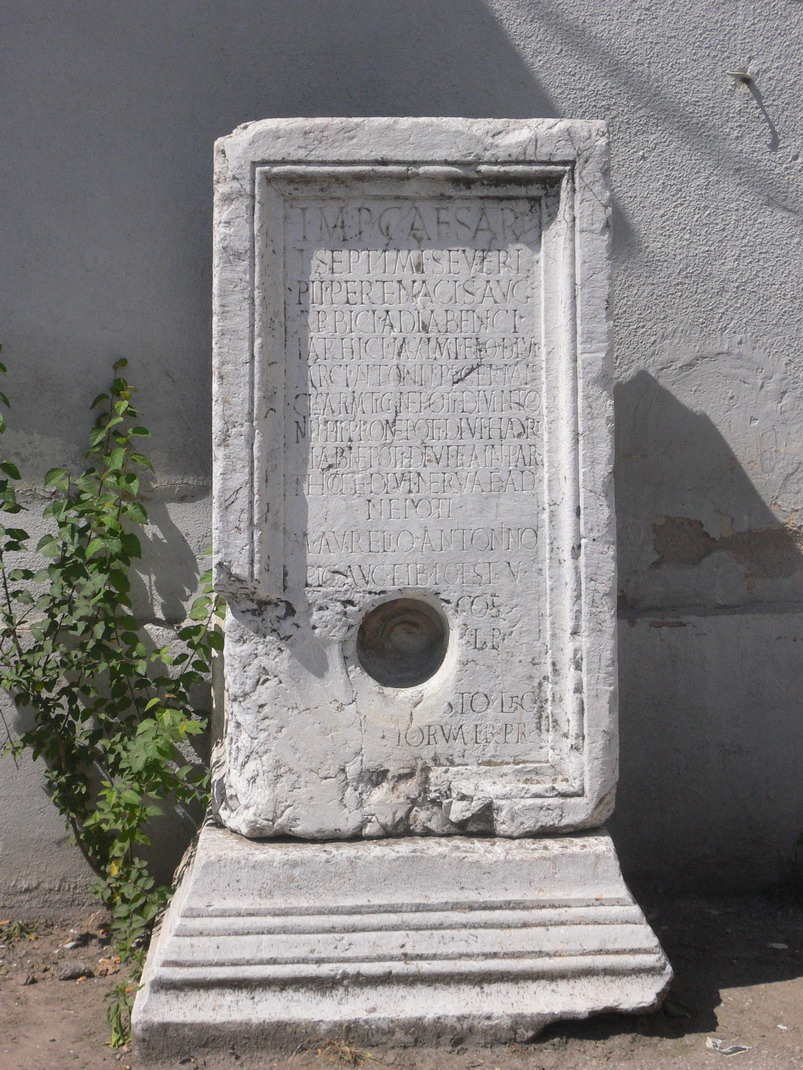
كتابة لاتينية عثر عليها في منطقة ريميسيانا في صربيا تدل على تواجد قديم للغة اللاتينية هناك

كان الرومانيون(س ر) الذين كان يطلق عليهم اسم الإفلاق في العصور الوسطى يتكلمون لغة متحدرة من اللاتينية الدارجة التي كانت شائعة في الزاوية الجنوبية الشرقية من أوروبا، ويعيشون إلى جانب المناطق الناطقة باليونانية إلى الجنوب، شملت المناطق المتأثرة باللاتينية كل من داقية ومويسيا وبانونيا.
خضعت الأقاليم الواقعة إلى جنوب نهر الدانوب لعملية رَومنة استمرت ل800 سنة، في حين لم يبقَ الرومان في شمال الدانوب لأكثر من 165 سنة، مما خلق نوعاً من عدم التوافق بين تاريخ تمدد الرومان العسكري والثقافي في المنطقة من جهة، وبين الوضع الإثني الحالي في جنوب شرق أوروبا من جهة أخرى، كما أن الخلاف الروماني (س ر) الهنغاري حول الأحقية في ملكية إقليم ترانسيلفانيا، أعطى الخلاف العلمي أبعاداً سياسية، واليوم، هناك نظريتان أساسيتان حول أصول الشعب الروماني (س ر)، الأولى هي نظرية الاستمرارية الداقو-رومانية، والثانية هي نظرية الهجرة، وهناك بعض الآراء التي تحاول المزج بين كلتا النظريتين.

### آراء حول النظريتين
يقول المؤرخ الروماني (س ر) «فلاد جورجيسكو»، وهو من مؤيدي نظرية الاستمرارية الداقو-رومانية كما غالبية الرومانيين (س ر):
وفي المقابل يقول المؤرخ الألماني «شرام غوتفرايد» المؤيد لنظرية الهجرة:

#### نظريات أخرى
ثمة وجهات نظر أخرى حول هذا الشأن، فقد اقترح ديميتري أونتشول ما يمكن تسميتها «نظرية التوفيق»، حيث يزعم بان عملية التكوين العرقي للرومانيين (س ر) قد حدثت على كلتا ضفتي نهر الدانوب، أي فيما يسمى«داقية تراجانا»(داقية الواقعة تحت سيطرة الإمبراطور تراجان وهي تتقاطع مع رومانيا الحالية)، وفي وسط شبه الجزيرة البلقانية أيضاً. يقول بول والتر الذي نأى بنفسه عن الجدل القائم من خلال مقاربة جديدة أكثر مرونة لمفهوم الإثنية:

## خلفية تاريخية

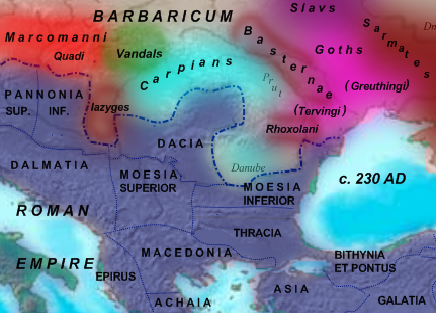
الولايات الرومانية في جنوب شرق أوروبا في العام 200م.

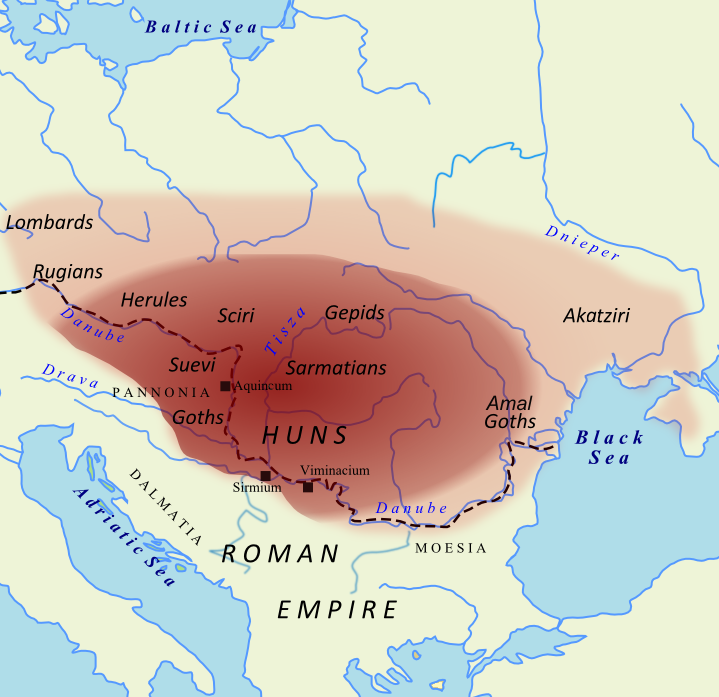
توزع السيطرة السياسية في جنوب شرق أوروبا في العام 450م.

كان الإقليم الذي يضم كل من نهر الدانوب وجبال الكاربات والذي يعتقد بأن الرومانيون (س ر)تطوروا فيه كمجموعة إثنية، كان مسكوناً منذ الألف الثاني قبل الميلاد، حيث سكنته شعوب هندية أوروبية مهاجرة اختلطت مع المحليين النيوليتيكيين (نسبة إلى العصر الحجري الحديث) ليتشكل الشعب التراقي (التراقيون). عندما استقر الأيونيون والدوريون على الضفة الغربية للبحر الأسود وقع الاحتكاك الأول مابين التراقيين والعالم الإغريقي. المؤرخ الإغريقي هيرودتوس الذي عاش في القرن الخامس قبل الميلاد، نعت الشعوب التي سكنت شمال الدانوب «بالغيتين» وهي قبائل تنتمي بدورها إلى التراقيين.
تمكن الغيتيون إلى جانب قبائل الداق (كما أسماها الرومان) والذين تجمعهم صلة قرابة بالغيتيين، تمكنوا من تطوير مجتمع مميز وثقافة خاصة بهم وذلك في النصف الأول من القرن الرابع قبل الميلاد.
تأثر الغيتو داقيون بتمدد روما في شبه الجزيرة البلقانية في القرنين الثالث والثاني قبل الميلاد تأثراً كبيراً، حيث تحالفت قبائلهم لصد الهجوم الروماني وأوكلت القيادة إلى بوريبيستا، ثم ما لبثوا أن تمددوا إلى أن امتد نفوذهم من البحر الأدرياتيكي غرباً إلى البحر الأسود شرقاً، ومن جبال البلقان إلى بوهيميا.
شكل التمدد الغيتو-داقي تهديداً لتوسع روما في شبه الجزيرة البلقانية، حيث كان الإمبراطور يوليوس قيصر يعد حملة لمحاربتهم لولا اغتياله في العام 44 ق م، وفي العام عينه تنامت الخلافات القبلية في صفوف الغيتو-داقيين، ما نتج عنه قيام أحد زعماء القبائل باغتيال بوريبيستا، ما أنهى التحالف القبلي بين الغيتو-داقيين.
نجح الغيتو-داقيون في القرن الثاني الميلادي في إعادة تجميع أنفسهم حيث أسسوا دولة قويةً ذات امتداد شاسع وذلك بقيادة ديتشيبالوس، ما أشعر روما بالتهديد على حدودها الملاصقة لنهر الدانوب، نتيجةً لذلك، قرر الإمبراطور تراجان محاربة الغيتو –داقيين حتى إخضاعهم، فقام بحملتين عسكريتين ما بين العامين 101 و105 م، انتهت بإخضاع الغيتو-داقيين وانتحار ملكهم ديتشيبالوس.
ظلت بلاد الغيتو-داقيين لما يقارب المئة وخمسون عاماً تحت السيطرة الرومانية، وشكلت ولاية داقية التي شملت منطقة ترانسيلفانيا والسهول الواقعة إلى الجنوب من جبال الكاربات، كثيرون وفدوا إلى داقية من كافة أرجاء الإمبراطورية الرومانية، ونشأت حالة تعايش بينهم وبين السكان الأصليين، قد تكون اللغة اللاتينية الدارجة هي اللغة التي استخدمها الناس بكافة انتماءاتهم الإثنية للتفاهم فيما بينهم، ومع ذلك فثمة شكوك كبيرة فيما إذا كانت مدة القرن ونصف القرن كافية لرومنة شعب بأكمله.
لاحقاً، اضطر الرومان للتخلي عن ولاية داقية (و التي سميت لاحقاً داقية تراجانا نسبةً لمؤسسها الإمبراطور تراجان) تحت ضغط قبائل القوط المهاجرة، وأسسوا ولاية داقية أوريليانا (نسبة لمؤسسها الإمبراطور أوريليان)التي امتدت جنوب نهر الدانوب، تلا ذلك قدوم العديد من الشعوب المهاجرة إلى أرض رومانيا الحالية، حيث جاء القوط الغربيون(275-376) والهون(400-454) والغبيديون الجرمان (454-567) الهجرة الأكثر تأثيراً كانت هجرة الآفار حيث أنها فتحت الطريق أمام قدوم السلاف الذين سيطروا على قسم كبير من البلقان ومن ضمنه رومانيا الحالية. 
يدعي الهنغاريون (المجر) الذين وصلوا إلى منطقة حوض الكاربات حوالي 900 م، قادمين من منطقة الأورال، بأن الأرض كانت شبه خالية، تسكنها بعض التجمعات السلافية التي ذابت في الجسم الهنغاري، في حين يصر الرومانيون (س ر) بأنهم كانوا موجودين.

## معرض صور

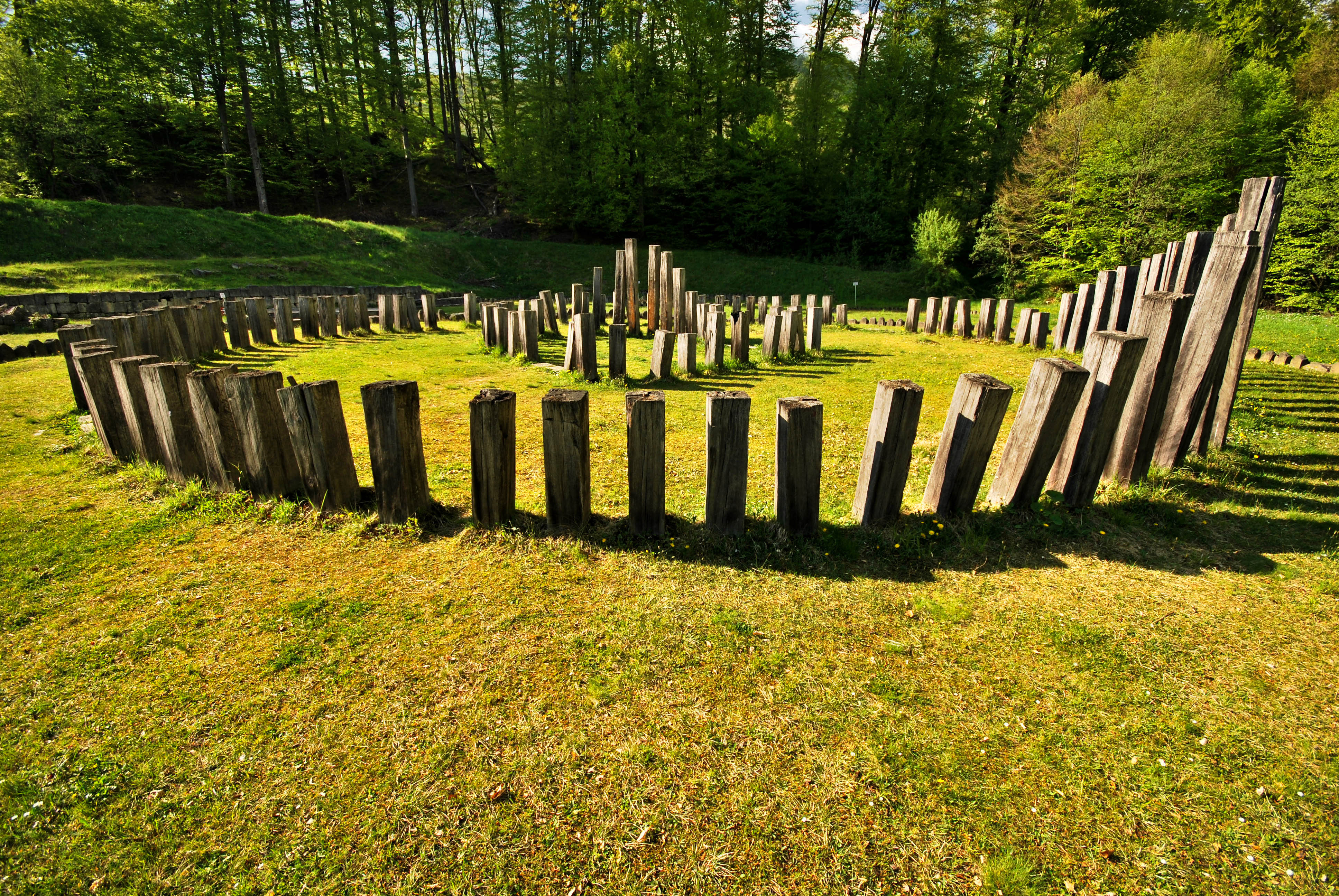
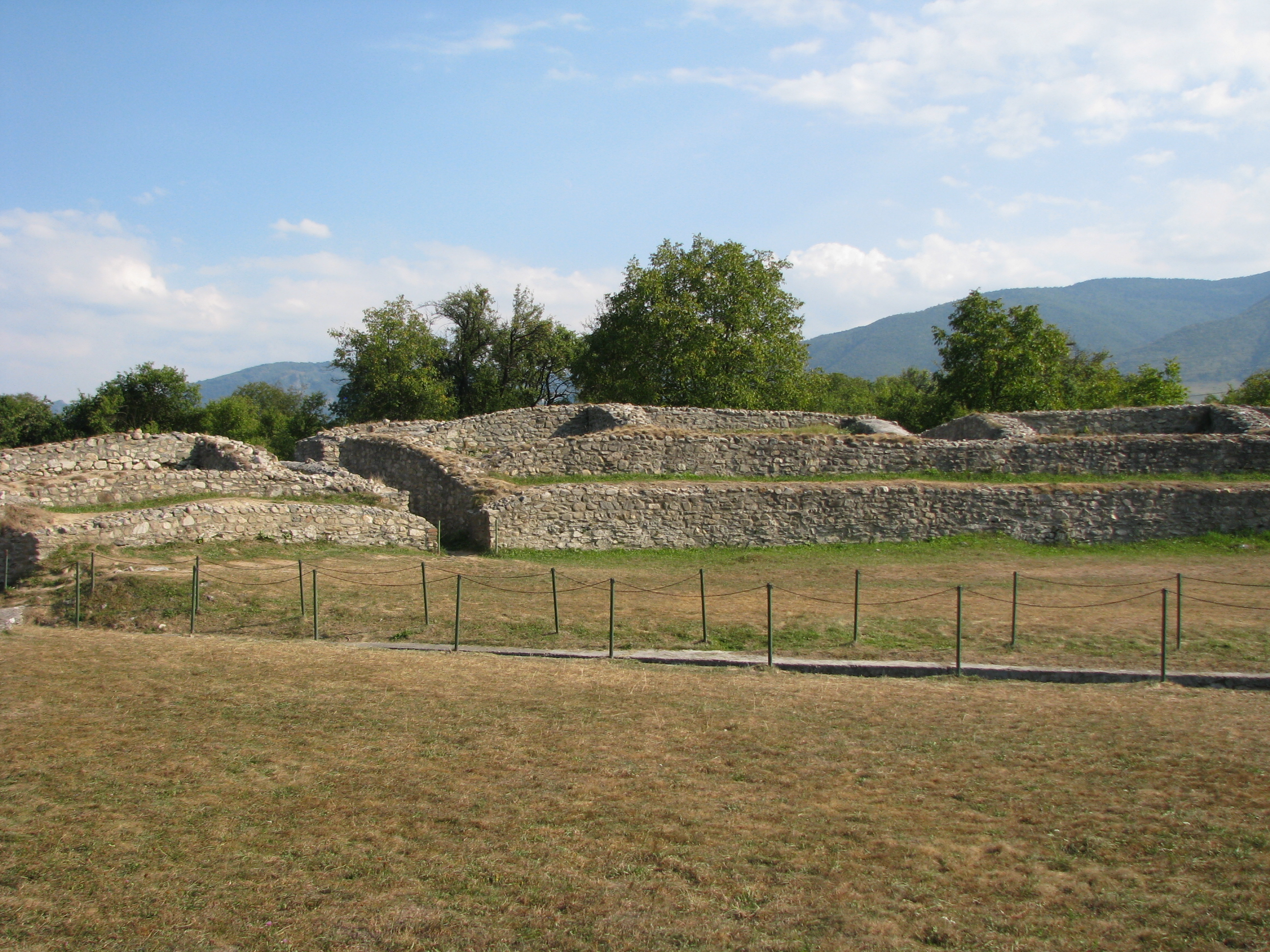
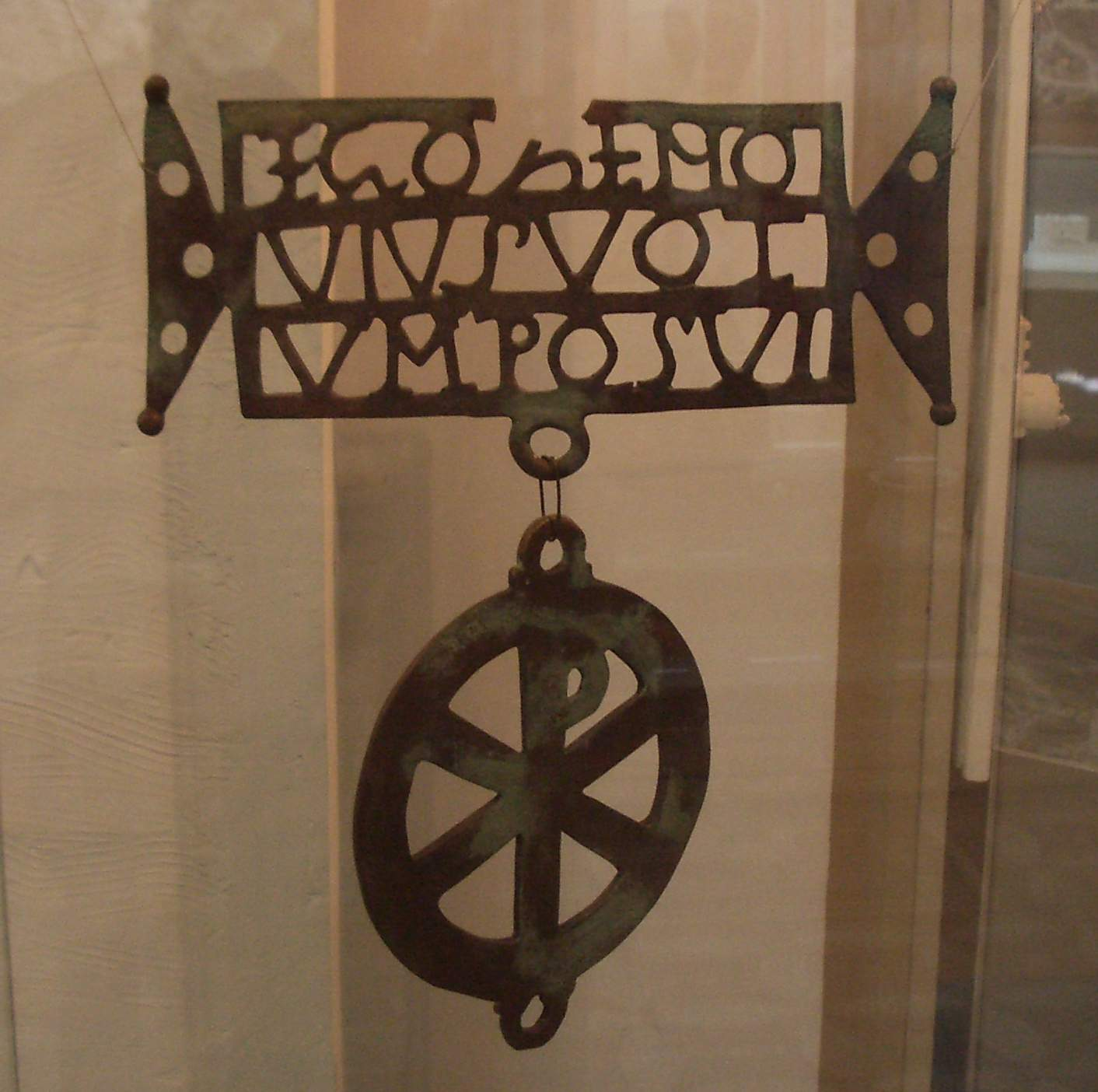

## قراءة إضافية
- Boia، Lucian (2001). Romania: Borderland of Europe. Reaktion Books. ISBN:1-86189-103-2.
- Cardoş, Georgeta; Rodewald, Alexander (2013). Genomul uman (بالرومانية). Teocora. ISBN:978-606-632-159-4.
- Fine، John V. A (1994). The Late Medieval Balkans: A Critical Survey from the Late Twelfth Century to the Ottoman Conquest. The University of Michigan Press. ISBN:0-472-08260-4.
- Fratila, Vasile (2002). Studii de toponimie și dialectologie [Studies on Toponymy and Dialectology] (بالرومانية). Excelsior Art. ISBN:9735920603.
- Pop، Ioan Aurel (1996). Romanians and Hungarians from the 9th to the 14th Century: The Genesis of the Transylvanian Medieval State. Centrul de Studii Transilvane, Fundaţia Culturală Română. ISBN:973-577-037-7.
- Posner، Rebecca (1996). The Romance Languages. Cambridge University Press. ISBN:0-521-28139-3.

## روابط خارجية
- Friesian.com: The Vlach Connection
- Historical myths in Communist Romania (also part 2)
- Romania's Origins: The Competing Theories of Romanian Ancestry